# Сан Фиренце - Фонте ди Сала (Арецо)
Сан Фиренце - Фонте ди Сала је насеље у Италији у округу Арецо, региону Тоскана.
Према процени из 2011. у насељу је живело 110 становника. Насеље се налази на надморској висини од 358 м.